# Grimberger Sichel

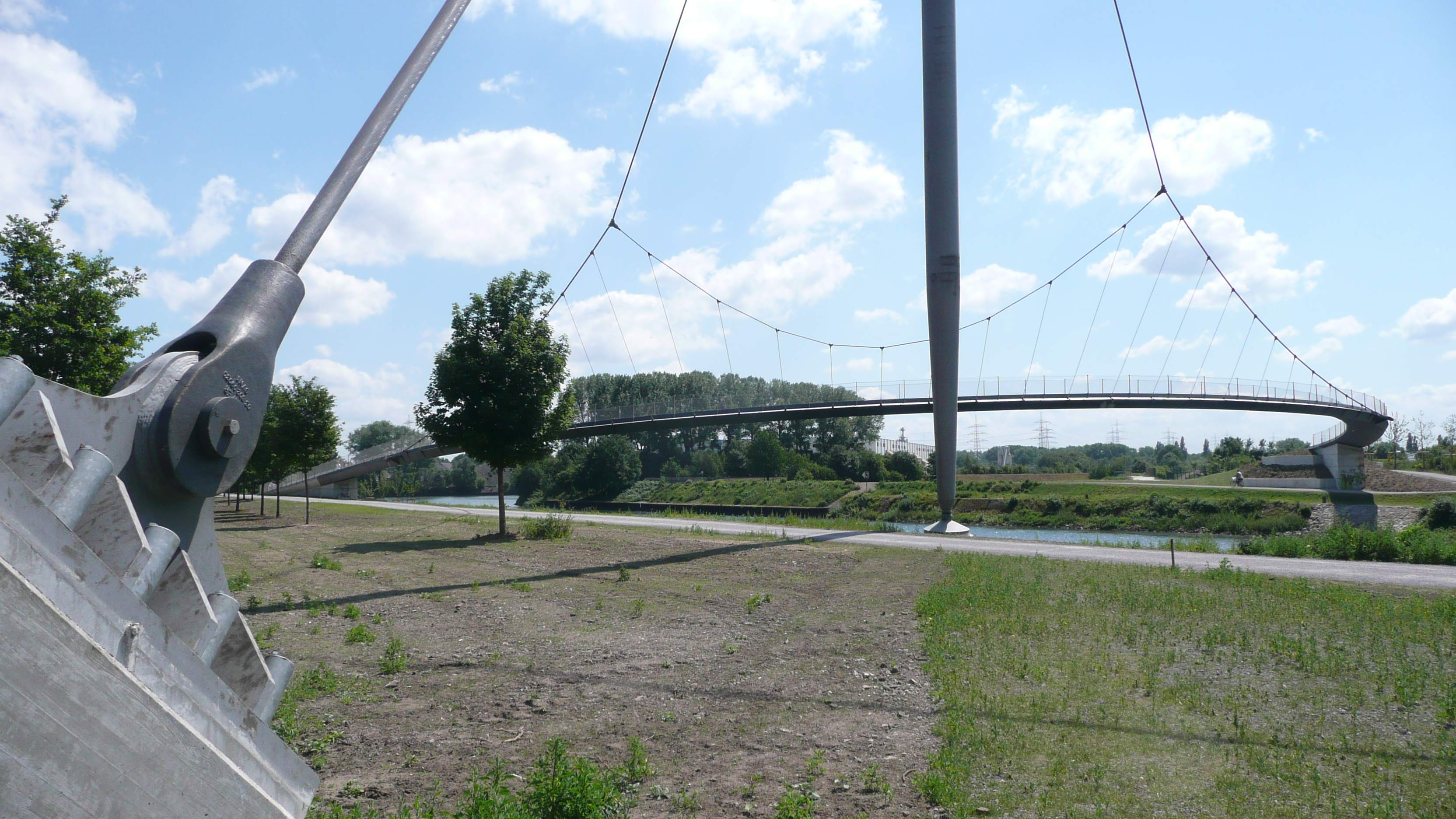
Grimberger Sichel

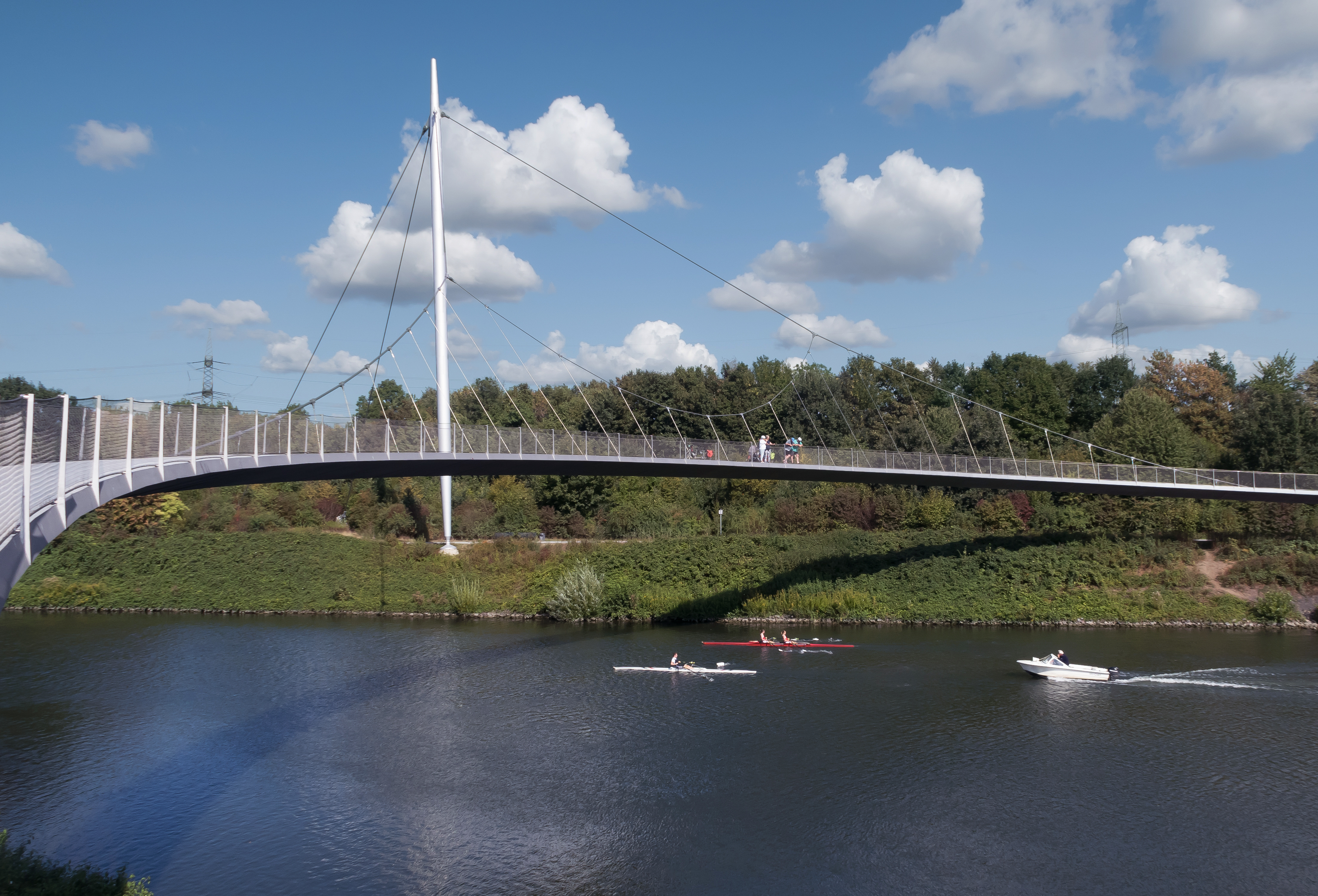
Grimberger Sichel

Die Grimberger Sichel (auch: Grimbergbrücke) ist eine Fußgängerbrücke in Gelsenkirchen. Sie führt über den Rhein-Herne-Kanal. Die Brücke ist Teil der Erzbahntrasse, einer zur Fahrradroute ausgebauten, ehemaligen Bahntrasse.
Die 2009 eingeweihte Brücke ist als asymmetrische Stahlkonstruktion ausgeführt. Sie überquert den Kanal in einem halbkreisförmigen Bogen. Die Spannweite der Brücke zwischen den Widerlagern beträgt 141 Meter. Insgesamt ist die Brücke 153 Meter lang. Sie ist damit eine der längsten gekrümmten Fußgängerbrücken der Welt. Sie hängt an einem 48 Meter hohen Stahlpylon auf der Nordseite des Kanals. Auf der Nordseite führt eine 37 Meter lange, durch Betonstützmauern gebildete Rampe auf die Brücke. Auf der Südseite bildet eine 34 Meter lange, als Erddamm hergestellte Rampe den Anschluss an die Erzbahntrasse. Verbaut wurden über 600 Kubikmeter Beton sowie 400 Tonnen Stahl. Für die Widerlager wurden 235 Meter Großbohrpfähle und für die Hängekonstruktion 465 Meter Seil verbaut. Die Grimberger Sichel erhielt im September 2010 den European Steel Bridges Award 2010 in der Kategorie „Fußgängerbrücken“.